# Odessa-Meteor-Krater
Koordinaten: 31° 45′ 22″ N, 102° 28′ 44,1″ W
| Odessa-Meteor-Krater |

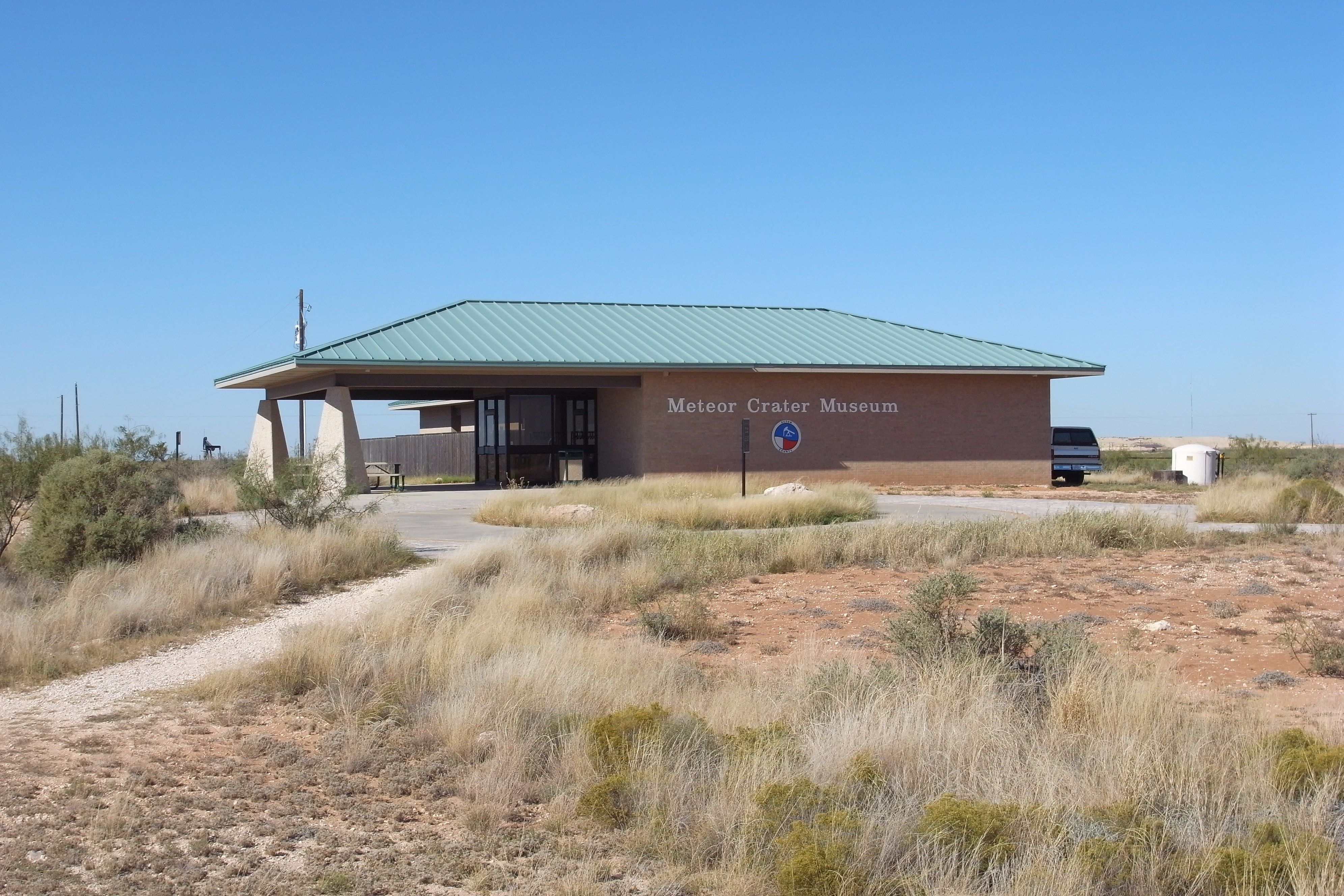
Odessa Meteor Crater Museum

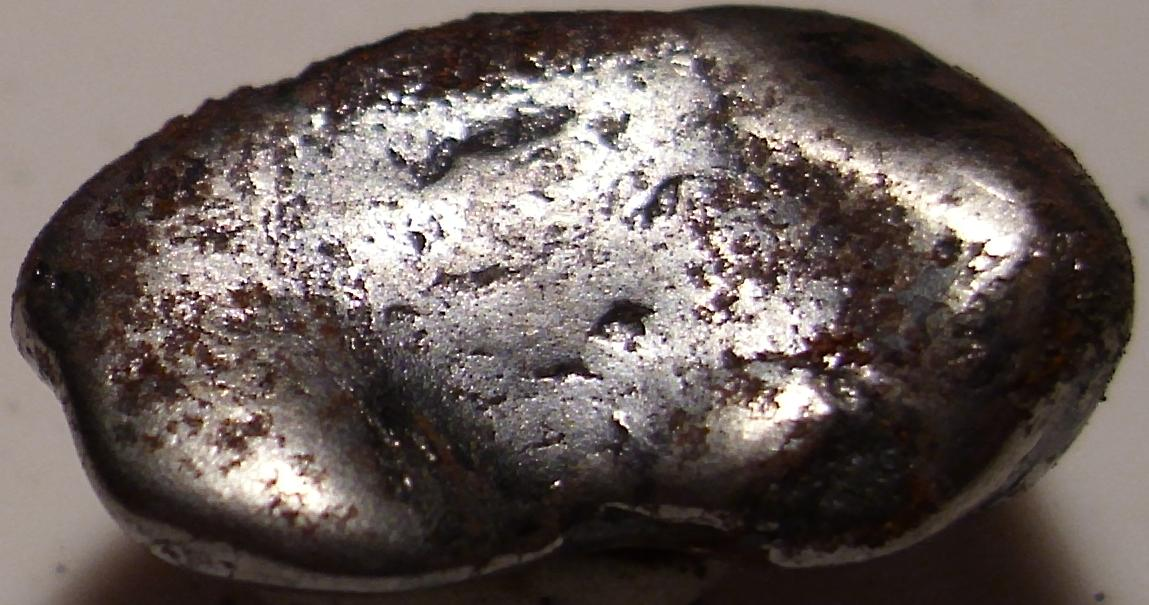
Nahaufnahme eines Odessa-Eisenmeteoriten (Bildbreite 15 mm)

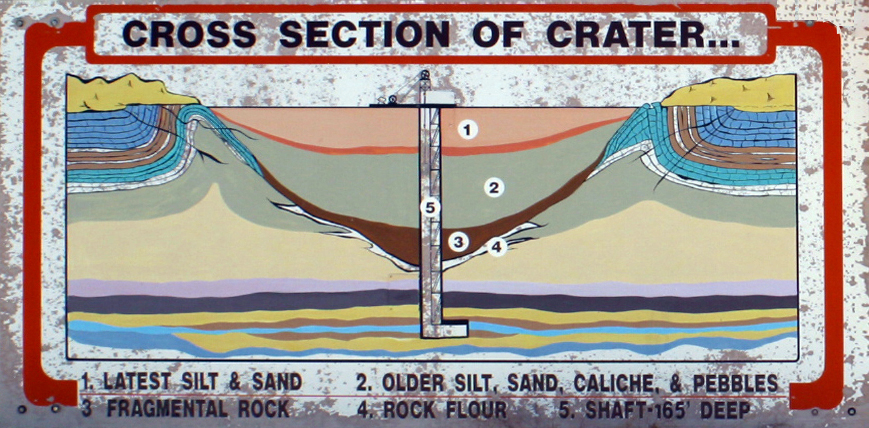
Querschnitt des Kraters

Die Odessa-Meteor-Krater sind Impaktkrater im Südwesten der Stadt Odessa, Ector County, Texas, USA.
Fünf Krater sind identifiziert, wovon der größte fast 170 Meter Durchmesser hat. Der Hauptkrater war einer der ersten erkannten und untersuchten Impaktkrater. Im Umfeld der Krater wurden im Laufe der Jahre über 1500 Meteoritenbruchstücke gefunden. Sie gehören zu den Oktaedriten, einer Gruppe von Nickel-Eisenmeteoriten. Das größte Stück wog ungefähr 135 Kilogramm. Bei Ausgrabungen im Hauptkrater konnte keine größere Meteoritenmasse gefunden werden. Es wird angenommen, dass es dort niemals einen großen Meteoriten gab. Die Einschlagsereignisse fanden vor höchstens 63.500 Jahren statt, wobei der ursprünglich 30 Meter tiefe Hauptkrater heute noch etwa 5 Meter tief ist. Er ist als nationales Naturdenkmal ausgewiesen und mit einem Informationszentrum (dem Odessa Meteor Crater Museum) und Lehrpfad ausgestattet.